# Joan Milà i Mestre
Joan Milà i Mestre   (Vilanova i la Geltrú, 1803 - Vilanova i la Geltrú, 1864) fou un prevere, ex-jesuïta i poeta del segle xix.
Estudià filosofia i teologia al seminari de Barcelona. Amic de Manuel de Cabanyes i Joaquim Roca, en l'ambient literari era conegut pel pseudònim de Meliso. Va escriure poemes religiosos, originals i traduïts, alguns dels quals foren publicats al Diario de Barcelona i La Religión. En morir Manuel de Cabanyes va compondre una "Elegia a Manuel de Cabanyes".